# الصورة الكبيرة
الصورة الكبيرة هي قرية سورية تقع في ناحية الصورة الصغيرة من منطقة شهبا في محافظة السويداء. وفقاً لمكتب المركزي للإحصاء، بلغ عدد سكان قرية الصورة الكبيرة 885 نسمة في تعداد عام 2004.

## تاريخ
في مساء يوم 30 أبريل 2025، هاجمت مجموعات مسلحة القرى ذات الغالبية الدرزية وهي عرى، رساس، والصورة الكبيرة، وقصفت قرية كناكر في محافظة السويداء، واندلعت اشتباكات مسلحة مع المجموعات المحلية الدرزية. وسرعان ما تم نشر قوات من الجيش السوري في المنطقة لإعادة فرض الاستقرار. ووفقًا لتقارير لاحقة، تم التعرف على المهاجمين على أنهم مرتبطون بـوزارة الدفاع السورية.
وفي بلدة الصورة الكبيرة، تم حرق وتدمير ضريح ومتحف عصام زهر الدين، الضابط الدرزي الراحل وقائد الحرس الجمهوري السوري سابقًا، بسبب انتمائه لسلطات النظام البعثي. وقد تم لاحقًا تفجير المبنى بالكامل.
وفي يوليو 2025، تعرضت كنيسة مار ميخائيل في البلدة نفسها للنهب والتخريب والحرق خلال حالة الفوضى الأمنية السائدة أثناء اشتباكات جنوب سوريا.